# Paradrymadusa brevicerca
Paradrymadusa brevicerca är en insektsart som beskrevs av Karabag 1956. Paradrymadusa brevicerca ingår i släktet Paradrymadusa och familjen vårtbitare. Inga underarter finns listade i Catalogue of Life.